# Skytte vid olympiska sommarspelen 1984

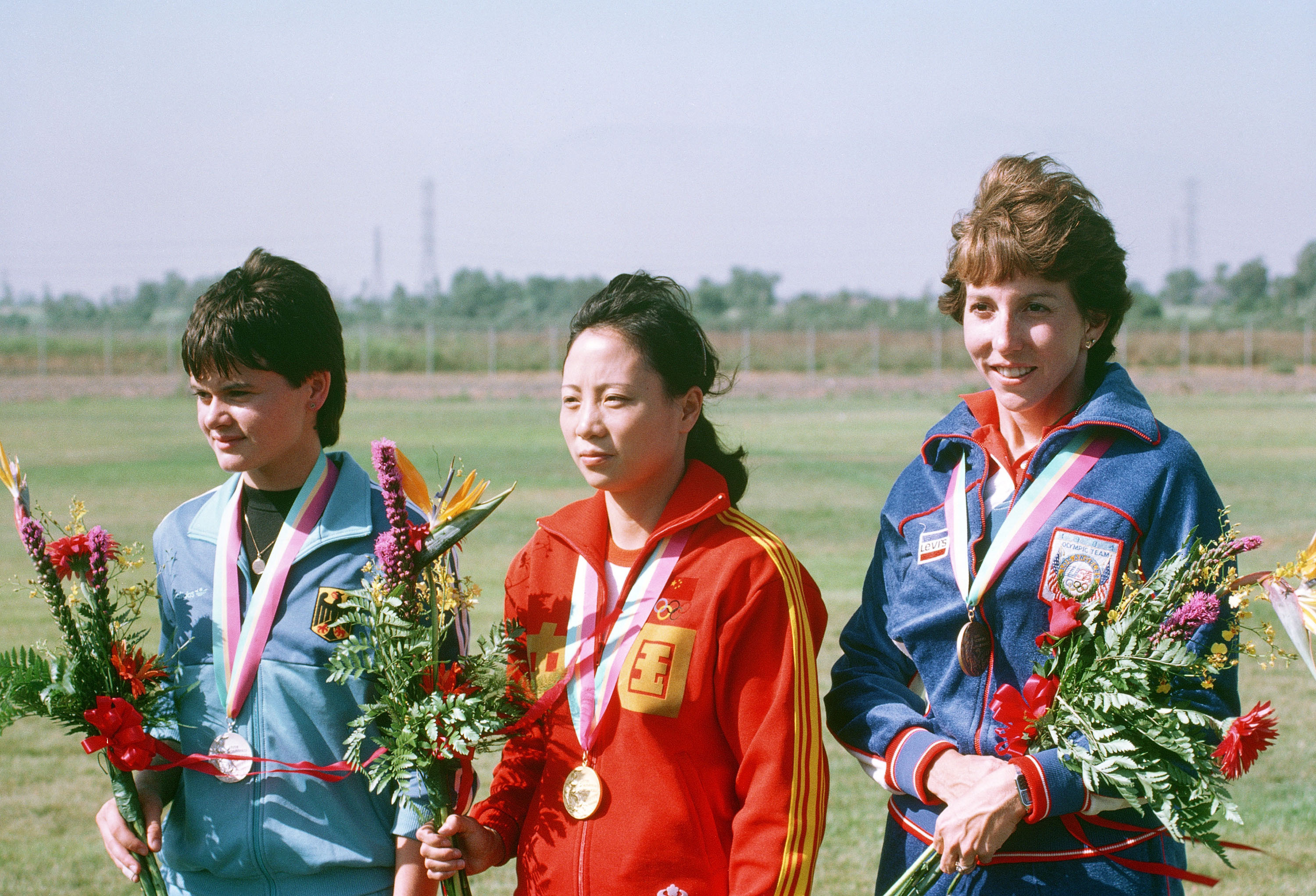
Medaljörerna i damernas 50 meter gevär.

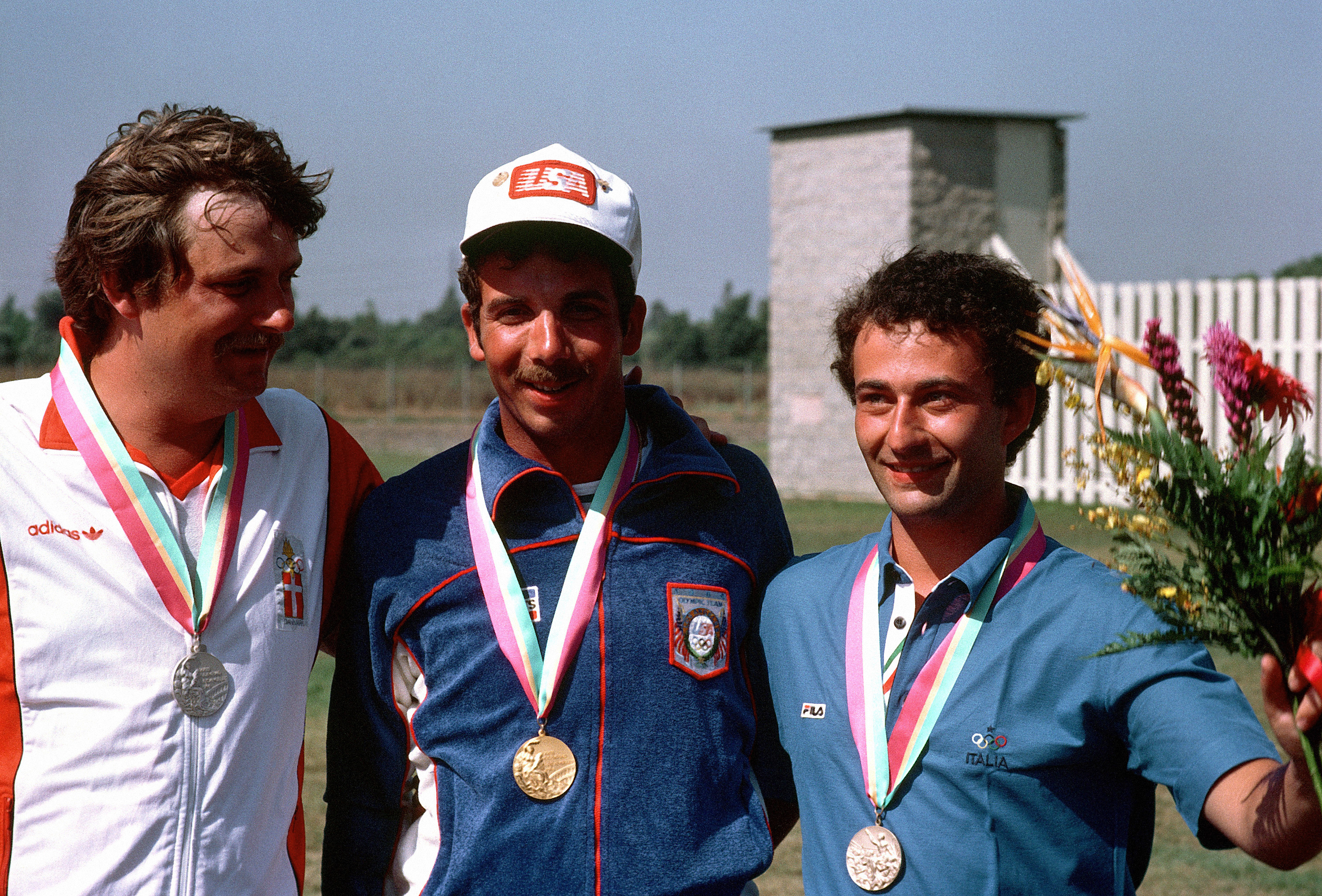
Medaljörerna i skeet.

De olympiska tävlingarna i skytte 1984 avgjordes mellan den 29 juli och den 4 augusti i Los Angeles. Totalt deltog 460 tävlande, 382 män och 77 kvinnor, från 68 länder i tävlingarna.
Sedan 1968 hade alla de olympiska skyttegrenarna varit öppna för både män och kvinnor. 1984 infördes separata tävlingar i de flesta grenarna, enbart lerduveskyttet förblev mixat. Det infördes även en ny gren, 10 meter luftgevär.

## Medaljtabell
| Pl. | Nation       | Guld | Silver | Brons | Totalt |
| --- | ------------ | ---- | ------ | ----- | ------ |
| 1   | USA          | 3    | 1      | 2     | 6      |
| 2   | Kina         | 3    | 0      | 3     | 6      |
| 3   | Italien      | 1    | 1      | 1     | 3      |
| 4   | Frankrike    | 1    | 1      | 0     | 2      |
| 5   | Italien      | 1    | 0      | 3     | 4      |
| 6   | Japan        | 1    | 0      | 0     | 1      |
| 6   | Kanada       | 1    | 0      | 0     | 1      |
| 8   | Colombia     | 0    | 1      | 0     | 1      |
| 8   | Danmark      | 0    | 1      | 0     | 1      |
| 8   | Peru         | 0    | 1      | 0     | 1      |
| 8   | Rumänien     | 0    | 1      | 0     | 1      |
| 8   | Sverige      | 0    | 1      | 0     | 1      |
| 8   | Schweiz      | 0    | 1      | 0     | 1      |
| 8   | Västtyskland | 0    | 1      | 0     | 1      |
| 8   | Österrike    | 0    | 1      | 0     | 1      |
| 16  | Australien   | 0    | 0      | 1     | 1      |
| 16  | Finland      | 0    | 0      | 1     | 1      |
|     |              |      |        |       |        |
|     | Totalt       | 11   | 11     | 11    | 33     |

## Medaljörer

### Damer
| Gren                                  | Guld              | Silver                     | Brons                     |
| 50 m gevär tre positioner Detaljer... | Wu Xiaoxuan Kina  | Ulrike Holmer Västtyskland | Wanda Jewell USA          |
| 10 m luftgevär Detaljer...            | Pat Spurgin USA   | Edith Gufler Italien       | Wu Xiaoxuan Kina          |
| 25 m pistol Detaljer...               | Linda Thom Kanada | Ruby Fox USA               | Patricia Dench Australien |

### Herrar
| Gren                                  | Guld                          | Silver                       | Brons                           |
| 50 m gevär tre positioner Detaljer... | Malcolm Cooper Storbritannien | Daniel Nipkow Schweiz        | Alister Allan Storbritannien    |
| 50 m gevär liggande Detaljer...       | Edward Etzel USA              | Michel Bury Frankrike        | Michael Sullivan Storbritannien |
| 10 m luftgevär Detaljer...            | Philippe Hébérle Frankrike    | Andreas Kronthaler Österrike | Barry Dagger Storbritannien     |
| 50 m pistol Detaljer...               | Xu Haifeng Kina               | Ragnar Skanåker Sverige      | Wang Yifu Kina                  |
| 25 m snabbpistol Detaljer...          | Takeo Kamachi Japan           | Corneliu Ion Rumänien        | Rauno Bies Finland              |
| 50 m rörligt mål Detaljer...          | Li Yuwei Kina                 | Helmut Bellingrodt Colombia  | Huang Shiping Kina              |

### Mixat
| Gren              | Guld                        | Silver                      | Brons                       |
| Trap Detaljer...  | Luciano Giovannetti Italien | Francisco Boza Peru         | Daniel Carlisle USA         |
| Skeet Detaljer... | Matthew Dryke USA           | Ole Riber Rasmussen Danmark | Luca Scribani Rossi Italien |